# Glossocratus ellipticus
Glossocratus ellipticus är en insektsart som beskrevs av Jacobi 1944. Glossocratus ellipticus ingår i släktet Glossocratus och familjen dvärgstritar. Inga underarter finns listade i Catalogue of Life.